# マリア・アウグスタ・フォン・ザクセン
マリア・アウグスタ・ネポムツェーナ・アントニア・フランツィスカ・クサヴェリア・アロイジア・フォン・ザクセン（Maria Augusta Nepomucena Antonia Francisca Xaveria Aloysia von Sachsen, 1782年6月21日 - 1863年3月14日）は、ザクセン王フリードリヒ・アウグスト1世とその妃のプファルツ＝ツヴァイブリュッケン＝ビルケンフェルト公女アマーリエの間の娘。

## 生涯
マリア・アウグスタは両親にとって唯一成長した子供だった。父フリードリヒ・アウグストは、前のポーランド選挙王アウグスト3世の孫にあたった。1791年にポーランド・リトアニア共和国で5月3日憲法が制定され、国制が選挙王制から世襲王制に移行すると、フリードリヒ・アウグストはポーランドの次期国王とされて、ヴェッティン家が新王朝を築くと定められた。
この時、フリードリヒ・アウグストに今後もし男子が生まれない場合は、一人娘であるマリア・アウグスタに王位の相続権が渡り、彼女の将来の夫がポーランド王となることとされた。このため、彼女には「ポーランド王女」の称号が与えられることが決まった。しかし、彼女を結婚させてポーランド王位を確保しようとした一族の狙いは、第3次ポーランド分割によるポーランド・リトアニア共和国の消滅（1795年）で無意味なものとなった。
マリア・アウグスタは1863年、ドレスデンで未婚のまま没した。